# クロロエタン
クロロエタン (chloroethane) は、有機化合物の一種で、エタンの持つ水素がひとつ塩素に置き換わった構造を持つハロゲン化アルキル。塩化エチル、またはモノクロロエタンとも呼ばれる。かつて、ガソリンに加えられていたテトラエチル鉛の原料として広く用いられていた。甘い香りを持つ無色の気体。毒物及び劇物取締法により劇物に指定されている。法律上の名称は「クロルエチル」。

## 製造
クロロエタンは、エチレンと塩化水素を、塩化アルミニウムの触媒下に 130–250 ℃ の温度範囲で反応させて作られていた。反応式を示す。
{\displaystyle {\rm {C_{2}H_{4}+HCl\longrightarrow CH_{3}CH_{2}Cl}}}
エタノールと塩化水素から、あるいはエタンと塩素からもクロロエタンを得ることができるが、経済性に劣る。
ポリ塩化ビニル製造の副生物として、クロロエタンが産する。クロロエタンの需要の規模が小さくなった現在では、この副生成がクロロエタンの主な製造法となっている。

## 用途
1922年に始まりほぼ20世紀終わりまでの間、クロロエタンの主用途はテトラエチル鉛 (Pb(C2H5)4) の原料としてのものであった。テトラエチル鉛はかつてアンチノック剤としてガソリンに加えられていたが、大気汚染や毒性が知られるにしたがい用いられなくなっていった。そのため、クロロエタンの需要は極端に落ち込んだ。
他のハロゲン化アルキルのように、クロロエタンは冷媒、エアロゾルの噴霧剤、麻酔薬（寒冷麻酔、Kälteanästhesie）、発泡スチロールの発泡剤として用いられたこともあるが、いずれの用途にも広まってはいない。
クロロエタンに残された工業的に重要な用途は、セルロースからエチルセルロース（エトセル）を合成するための原料としてのものである。エチルセルロースは塗料の増粘剤や結着剤（バインダー）、化粧品などの成分とされる。